# Doris Liebermann
Doris Liebermann (* 17. Dezember 1953 in Leimrieth) ist eine deutsche Autorin und Journalistin.

## Leben
Doris Liebermann studierte Theologie an der Friedrich-Schiller-Universität Jena. Nach einer Unterschriftensammlung in der Jungen Gemeinde Stadtmitte am 18. November 1976 gegen die Ausbürgerung Wolf Biermanns wurde sie vorübergehend festgenommen und später exmatrikuliert. Doris Liebermann hatte die Schriftstellerpetition per Schreibmaschine vervielfältigt, die ihr Jürgen Fuchs telefonisch übermittelt hatte. 1977 erfolgte eine Ausbürgerung nach West-Berlin zusammen mit der „staatsfeindlichen Jenaer Gruppe“ um den Schriftsteller Jürgen Fuchs, die von Mitarbeitern des Ministeriums für Staatssicherheit schon längere Zeit verfolgt worden war. Sie absolvierte ein Studium der Osteuropäischen Geschichte und Slavistik in West-Berlin.
Seit 1983 arbeitet sie als freie Autorin für Funk, Fernsehen und Printmedien und realisierte Feature-Produktionen zu Osteuropa- und DDR-Themen. Für ihr Feature „Goldene Schlösser und rostige Trompeten. Was die Schlesische Funkstunde mit Radio Wroclaw verbindet“ (Prod.: Deutschlandfunk 1995) wurde sie mit einem Hörfunkpreis ausgezeichnet. Ihre beiden Features „Wir flohen vor Hitler. Die anderen Sudetendeutschen“ (Prod.: Deutschlandfunk / Český rozhlas Praha 1999) und „Tomáš Bat'a. Der tschechische Schuhkönig und sein Imperium“ (Prod.: MDR 2002) wurden unter Schirmherrschaft des Botschafters der Tschechischen Republik in Deutschland, František Černý, in der Tschechischen Botschaft Berlin uraufgeführt. 1998 veröffentlichte sie gemeinsam mit Jürgen Fuchs das Buch Dissidenten, Präsidenten und Gemüsehändler. Tschechische und ostdeutsche Dissidenten 1968-1998.
Von 2004 bis Mitte 2007 war Doris Liebermann Vorstandsmitglied der Stiftung zur Aufarbeitung der SED-Diktatur. 2005/2006 arbeitete sie mit dem Polnisch-Übersetzer und Gründer des Deutschen Polen-Instituts in Darmstadt, Karl Dedecius, an dessen Autobiographie „Ein Europäer aus Lodz“ (Suhrkamp 2006). Danach schrieb sie mit dem Maler Hans-Hendrik Grimmling dessen Künstlerbiographie „Die Umerziehung der Vögel“, benannt nach einem der wichtigsten Triptychen seines Frühwerks (Mitteldeutscher Verlag Halle 2008). Sie ist Mitglied des Autorenkreises der Bundesrepublik, des PEN-Zentrums deutschsprachiger Autoren im Ausland und der Menschenrechtsorganisation Memorial.
Doris Liebermann wurde 2023 mit dem Karl-Wilhelm-Fricke-Sonderpreis der Bundesstiftung zur Aufarbeitung der SED-Diktatur ausgezeichnet.

## Publikationen
Liebermann ist Autorin von über 50 Folgen der täglichen Hörfunksendung ZeitZeichen oder Kalenderblatt des Deutschlandfunks. 
Bücher
- Dissidenten, Präsidenten und Gemüsehändler. Tschechische und ostdeutsche Dissidenten 1968–1998. (Hrsg.) mit Jürgen Fuchs. Vlasta Wallat:Klartext, Essen 1998, ISBN 978-3-88474-678-3.
- Die Umerziehung der Vögel. Ein Malerleben. Autobiographie von Hans-Hendrik Grimmling mit Doris Liebermann als Co-Autorin. Mitteldeutscher Verlag, Halle 2008, ISBN 978-3-89812-543-7.
- Die Berliner Mauer in der Kunst. Bildende Kunst, Literatur und Film. Mit Anke Kuhrmann, Annette Dorgerloh. Ch. Links, Berlin 2011, ISBN 978-3-86153-652-9.
- Vera Lourié: Briefe an Dich. Erinnerungen an das russische Berlin. (Hrsg.). Schöffling & Co., Frankfurt am Main 2014, ISBN 978-3-89561-615-0.
- Ein Piratenstück. Der „1. Leipziger Herbstsalon 1984“, seine Vorgeschichte und seine Protagonisten. Mitteldeutscher Verlag, Halle 2014/2015
- Gespräche mit Oppositionellen (Jürgen Fuchs, Lilo Fuchs, Utz Rachowski, Bärbel Bohley u. a.), Metropol Verlag, Berlin 2016.
- Gegen die Angst, seid nicht stille. Das geheime Tonband von Pannach, Kunert und Fuchs. Mitteldeutscher Verlag, Halle 2022, ISBN 978-3-96311-689-6

Hörbücher
- Die Umerziehung der Vögel. Ein Malerleben. Hörbuch mit 2 CDs. Mitteldeutscher Verlag 2010.
- Doris Liebermann (Hrsg.): Jürgen Fuchs: Das Ende einer Feigheit. Mit einer Einführung von Herta Müller und einem Lied von Wolf Biermann. Hörbuch, 2 CDs, Hörbuch, Hamburg 2010/2011, ISBN 978-3-89903-089-1.
- Landschaften der Lüge. Gespräche mit Jürgen Fuchs. Mit einem Vorwort von Roland Jahn. Hrsg. Doris Liebermann. Hörbuch, 2 CDs, Hörbuch, Hamburg 2013, ISBN 978-389903396-0.
- Für uns, die wir noch hoffen. Lieder von Gerulf Pannach & Christian Kunert. Prosa von Jürgen Fuchs. Leipzig 1976, West-Berlin 1977. Hrsg. Doris Liebermann und Bodo Strecke. Hörbuch, 3 CDs, Label Marktkram 2013.

Radio-Features
- Die Zukunft als ewige Korrektorin. Über den polnischen Dichter Cyprian Kamil Norwid. SFB, 24. Juni 1983, 30 min.
- Warschau im August. Erinnerungen an den Warschauer Aufstand. SFB, 22. August 1983, 30 min.
- Film: eine Skulptur aus Zeit. Der sowjetische Filmregisseur Andrej Tarkowskij in Berlin. SFB, Juni 1985, 30 min.
- Das russische Berlin. Die 1921 aus Petersburg/Petrograd geflohene Dichterin Vera Lourié erinnert sich. SFB, 22. Februar 1985, 50 min.
- Das russische Berlin der 20er Jahre. (Sprecher: Christian Brückner). SDR, 15. Februar 1986, 90 min.
- Kleines Lied von der Zensur. Untergrundverlage in Polen. DLF, 1987, 50 min.
- Dämonischer Ort und grüne Idylle. Berlin in der polnischen Literatur, RIAS Berlin, 1989, 30 min.
- Bittre Stimme, unheilkündend, rauh. Zum 100. Geburtstag von Anna Achmatowa. RIAS Berlin, 22. Juni 1989, 55 min.
- Die Kunst ist ein Schrank. Der russische Dichter des Absurden: Daniil Charms. WDR, 1993, 60 min.
- An den Wasserscheiden des Denkens. Der Universalgelehrte, Philosoph und Priester Pavel Florenskij. SFB, 5. Januar 1995, 60 min.
- Goldene Schlösser und rostige Trompeten. Was die Schlesische Funkstunde mit Radio Wroclaw verbindet. DLF, 1995, 50 min.
- Besuch bei Kafkas Nichte in Prag, SFB, 1995, 30 min.
- Ein Rabbi aus New York. Warschaus Synagoge blüht auf. NRD, 1996, 30 min.
- Landkarte schwer gebügelt. Ein Panorama der polnischen Gegenwartsliteratur. SDR, 1996,60 min.
- Jenaer Memfis Blues – Die Biermann-Ausbürgerung und die Folgen. SWF/SFB 1996, 60 min.
- Die Phantasie der Frauen war fabelhaft – Die Frauen der Charta 77; SFB/NDR 1997, 25/50 min.
- Der Tod des Matthias Domaschk; DLF/SWF 1997, 45/60 min.
- Toronto, Cabbage town – Josef Škvorecký und der tschechoslowakische Exil-Verlag "Sixty-Eight Publishers"; DLF 1997, 45 min.
- Volksballaden und Freiheitsgesänge – Der tschechische Liedermacher Jaroslav Hutka; DLF 1998, 45 min.
- Alexander Dubček – einem Mythos auf der Spur; SFB 1998, 25 min.
- Frühling in Prag, Winter in Berlin – Der Prager Frühling und die DDR; DLF 1998, 45 min.
- Portrait eines Wahrheitssuchenden: Wolfgang Ullmann; MDR/SFB1999, 60 min.
- Jahrhundert der Wölfe – Der Dichter Ossip Mandelstam; DLF 1999, 45 min.
- Das Schlimme ist nicht, in einer Zelle zu sitzen – Zum ersten Todestag von Jürgen Fuchs; DLF 2000, 45 min.
- Sidonies Schloss. Auf Schloß Janovice bei Prag trafen sich Karl Kraus und Sidonie Nádherná von Borutín, DLF, 2001, 45 min.
- Tomas Bata. Der tschechische Schuhkönig und sein Imperium, MDR 2002, 60 min.
- 500 Reichsmark für jeden Juden – Der Zentralverband der Jüdischen Gemeinden der Slowakei prozessiert gegen die Bundesrepublik; NDR 2002, 30 min.
- Meuterei vor Rügen – was geschah auf der Seebad Binz? – Der Prozess gegen die Junge Gemeinde 1961 in Rostock; NDR 2002, 30 min.
- Versuch, in der Wahrheit zu leben – Zum Ende der Amtszeit von Staatspräsident Václav Havel; SFB 2003, 25 min.
- Träumer zwischen Ost und West – Heinz Brandt und der 17. Juni 1953; SWR 2003, 60 min.
- Alles oder nichts ist vergeblich – Gespräch mit dem „Maler des geteilten Deutschland“ Hans-Hendrik Grimmling, SFB 2003, 25 min.
- Der sudetendeutsche Komplex. Petr Prihoda und Anton Otte, zwei Männer ohne Väter, DLF, 17. Februar 2004, 50 min
- Ein Piratenstück. Der 1. Leipziger Herbstsalon 1984. Co-Produktion SWR/MDR, 24. November 2004, 60 min.
- Der Maler des verlorenen Grün. Ein Portrait des Künstlers Hans-Hendrik Grimmling. Deutschlandfunk, 10. Dezember 2004, 45 min.
- Setze den ersten Schritt in die Wüste – Zum 85. Geburtstag von Karl Dedecius. Deutschlandfunk, 19. Mai 2006, 50 min.
- Ausgebürgert. Der Dichter und Liedermacher Wolf Biermann und die Kulturpolitik der DDR, MDR/RBB 8. November 2006, Radio Bremen, 19. November 2006, 55 min.
- Die Umerziehung der Vögel. Portrait des Malers Hans-Hendrik Grimmling, MDR, 7. Juli 2007, 25 min.
- Das andere Bild  (mit Hans-Hendrik Grimmling u. a.), RBB, 13. Dezember 2007, 60 min.
- Nichts ist erledigt.  Zum 70. Geburtstag von Klaus Staeck, MDR, 24. Februar 2008/RBB, 27. Februar 2008, 25 min.
- Mir aber blieb ein blaues Wunder. Ein Portrait des Schriftstellers Utz Rachowski, MDR, 2. August 2008, 25 min.
- Gegen den Strom. Sebastian Pflugbeil, Physiker und Bürgerrechtler. MDR/RBB, 14. März 2009, 30 min.
- Rückkehr nach Europa. Zum 70. Geburtstag von Jens Reich. MDR, 22. März 2009, 25 min.
- Der Erfurter Propst Heino Falcke. MDR, 9. Mai 2009, 25 min.
- Ich bin immer eine Trümmerfrau gewesen. Ein Portrait von Bärbel Bohley. RBB, 19. Mai 2009, 25 min.
- Ich renn den ganzen Tag und ich werd' besser. Der Künstler Grzegorz Olszówka. DLF, 19. Februar 2010, 50 min. (zusammen mit Anatol Sirous)
- "Pegasus" läßt grüßen. Ein Portrait des Publizisten und Schriftstellers Udo Scheer. MDR, 1. Oktober 2011, 25 min.
- Vielleicht gibt es viele Zuhause. Die Psychologin Lilo Fuchs. MDR, 2. September 2012, 25 min.
- Eigensinn und Eigenart. Der 1. Leipziger Herbstsalon 1984 und seine Folgen. DLF 2014
- Das geheime Tonband von Pannach, Fuchs und Kunert, Hessischer Rundfunk, 15. September 2019, 55 min.

Essays und Aufsätze
- Immer eine Kämpfernatur. Ihr Kind wurde 1943 in Moskau entführt, ihr Mann, Generalsekretär der KPČ, 1952 als „Hochverräter“ hingerichtet. Josefa Slánská, Opfer des Stalinismus, fühlt sich dennoch bis heute dem Sozialismus verbunden, in: Die Zeit, 7. April 1995 (online).
- Der Zar der Bücher. Ein polnischer Verleger mit deutschem Namen macht Karriere in St. Petersburg: Maurycy (Moritz) Wolff hielt Ende des 19. Jahrhunderts „das Schicksal der russischen Literatur in seiner Hand“, in: Die Zeit, Nr. 41, 1. Oktober 2003
- Das Schicksal der "deutschen Tschechen". Sudetendeutsche Nazi-Gegner in Kanada, in: Kafka, Zeitschrift für Mitteleuropa, Nr. 13/2004
- Das Vaterland heißt Freiheit. Idol der polnischen Nation, Vorkämpfer des freien Europas: Am 26. November 1955 starb in Konstantinopel der Dichter Adam Mickiewicz, dessen Denkmal heute in jeder Stadt Polens steht, in: Die Zeit, Nr. 48, 24. November 2005 (online)
- Geduld, dulden, Ungeduld …. Der "1. Leipziger Herbstsalon" 1984, in: Deutschland Archiv 4/2005, S. 614–625
- Argonaut. Ikarus. Gordischer Knoten. Zum 60. Geburtstag des Malers Hans-Hendrik Grimmling, in: Deutschland Archiv 3/2007, S. 502–510, und in:
- Glossen 26, USA
- Was soll ich tun. Jürgen Fuchs, 1968 und das östliche Europa, in: Osteuropa, 58. Jahrgang / Heft 7 / Juli 2008
- Die Reisen des IM "Dr. Werner". Die Stasi-Mitarbeit des Kunsthistorikers Prof. Karl Max Kober, in: Horch und Guck, 19. Jg., Heft 67 (1/2010), S. 38–42
- Die Partisanin. Das kurze, kühne Leben der polnischen Gräfin Emilia Plater, die 1831 mit 300 Mann in den Befreiungskampf gegen die Truppen des Zaren zog, in: Die ZEIT, Nr. 36, 2. September 2010 (online)
- Grimmlings Mauerbilder, in: Horch und Guck, 19. Jg., Heft 69 (3/2010), S. 46–49
- Die Mauer in der Literatur, in: Klaus-Dietmar Henke (Hg.), Die Mauer. Errichtung, Überwindung, Erinnerung, München 2011, S. 267–280
- Auf dem kalten Asphalt von Berlin. Über Vera Lourié. In: Sinn und Form 4/2011, S. 499–504

Gespräche und Interviews
- Psychoterror und Überleben. Ein Gespräch mit Lilo Fuchs, in: europäische ideen, London 2000, Heft 121, S. 1–14
- Frühling in Prag, Winter in Berlin. Der Prager Frühling und die DDR. Ein Gespräch mit Botschafter František Černý, in: Der Grenzgänger oder: eine Mission an vier Strömen, František Černý zum 70. Geburtstag, Europäische Akademie Berlin, Juni 2001, S. 76–81
- Diese leere Muschel, die übrig geblieben ist …. Ein Gespräch mit dem Lemberger Literaturwissenschaftler Jurko Prochasko über Galizien und das Erbe des Vielvölkerstaates in der heutigen Westukraine, in: Die Zeit, 30. Dezember 2004
- Die Gewalt der anderen Seite hat mich sehr getroffen. Interview mit dem Mauersprenger Hans-Joachim Lazai, in: DeutschlandArchiv 4/2006, S. 596–607
- Im traurigen Monat November war’s. Interview mit Wolf Biermann über die Ausbürgerung und die Folgen, in: DeutschlandArchiv 6/2006, S. 993–1003
- Ich begreife nur den Menschen, der stürzt. Gespräch mit Hans-Hendrik Grimmling über östliche Einflüsse auf sein Werk, in: Osteuropa 2-3, März 2009, S. 270–281
- Die abgeschobene Geschichte. Gespräch mit dem Prager Psychiater Petr Prihoda, in: Erinnerungen in Kultur und Kunst. Reflexionen über Krieg, Flucht und Vertreibung in Europa, Bielefeld 2009
- Deutsch-polnische Knoten. Gespräch mit dem Warschauer Lyriker Leszek Szaruga, in: Erinnerungen in Kultur und Kunst. Reflexionen über Krieg, Flucht und Vertreibung in Europa, Bielefeld 2009

## Filme
- Rußland an der Spree. Die russische Emigration der 20er Jahre, zusammen mit Dennis Weiler, SFB 1987, 45 min.